# Rechtsanwalt

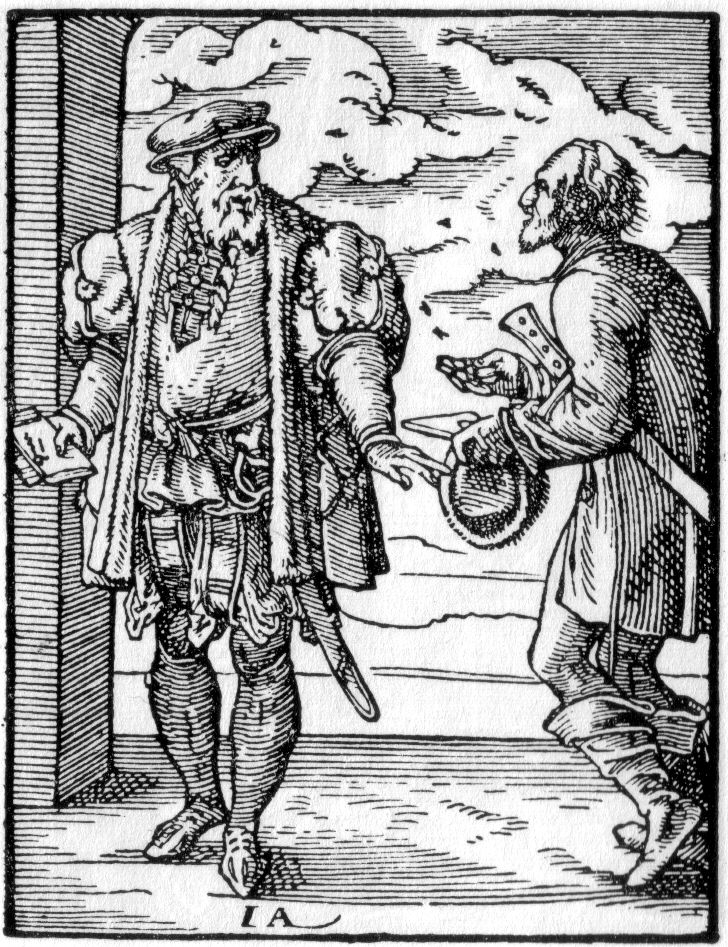
Der Procurator
aus Jost Ammans Ständebuch (1568)

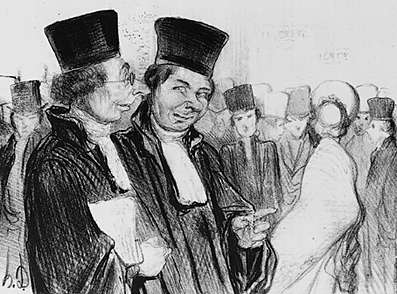
Anwälte aus der Sicht von Honoré Daumier

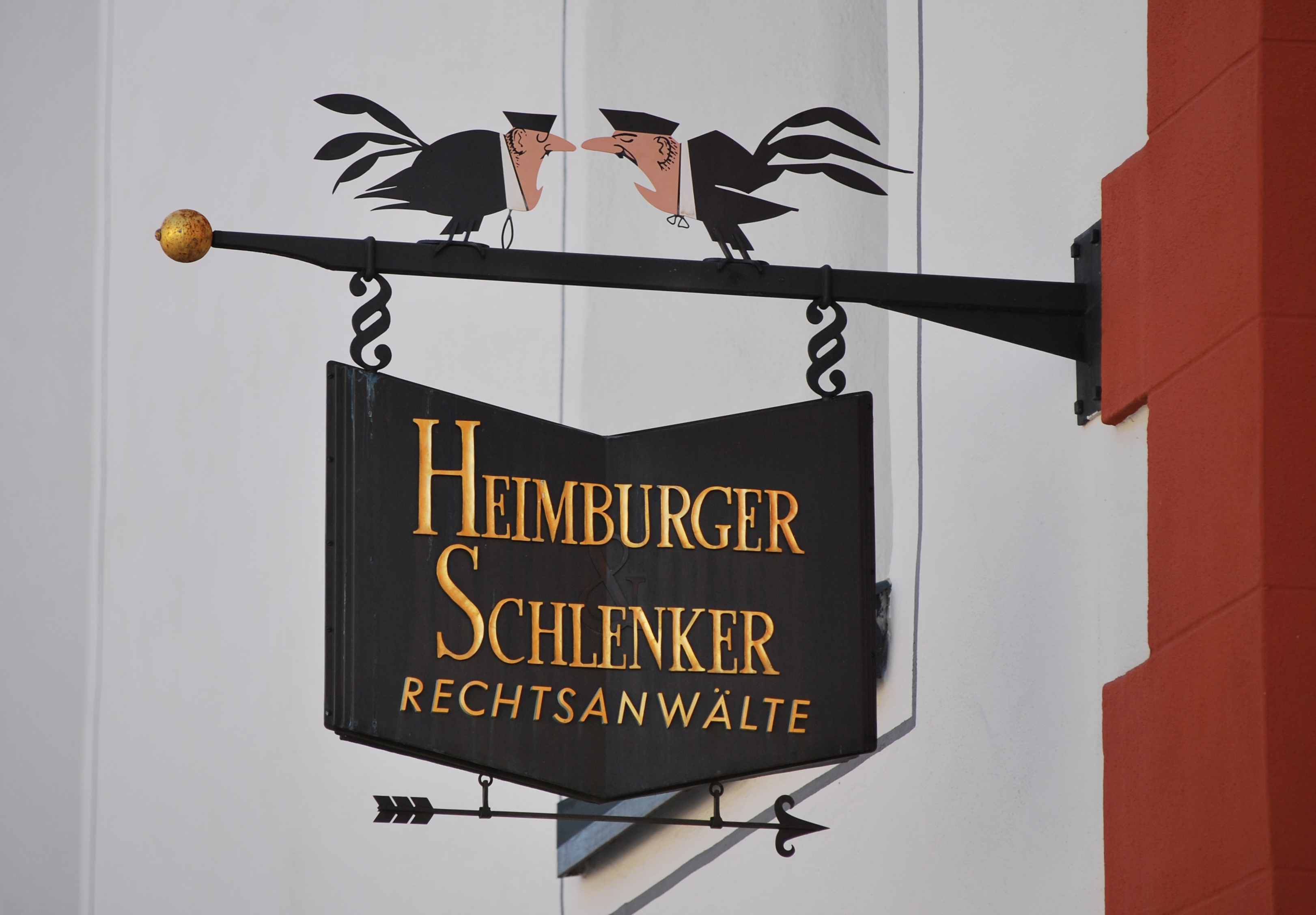
Nasenschild

Rechtsanwalt (ⓘ, von althochdeutsch reht „Recht, Rechtssache, Gesetz“ und anawalto „wer Gewalt über etwas hat“; in der Schweiz je nach Kanton auch Advokat, Fürsprecher und Fürsprech genannt) ist eine Berufsbezeichnung für einen Juristen, der rechtlichen Beistand, insbesondere vor Gericht, leistet.

## Geschichte

Lysias (ca. * 445 – † 380 v. Chr.), bekannter griechischer Logograph

Im antiken Athen hatte eine Prozesspartei ihre Sache vor Gericht mit zwei Plädoyers zu vertreten. Es war dabei einem Freund oder Verwandten gestattet, eine dieser Parteien als „Fürsprech“ oder Synegor (altgriechisch συνήγορος synēgoros) zu unterstützen. Wer professionelle Hilfe suchte, konnte den Fall einem Logographen schildern. Der Logograph verfasste dann eine Rede, welche die Prozesspartei auswendig lernte und vor Gericht vortrug. Die Logographen unterschieden sich von den Synegoren dadurch, dass sich ihre Aufgabe auf das Verfassen des Plädoyers beschränkte und sie gegen Entlohnung tätig wurden, was den Synegoren verboten war. Rechtsanwälte im heutigen Sinne gab es nicht.
Der Rhetorik kam im demokratischen Athen des vierten Jahrhunderts v. Chr. eine herausragende Bedeutung zu, insbesondere in der Volksversammlung und bei den Gerichten, die mit durch Los bestimmten Laienrichtern besetzt waren. Es gab zahlreiche Rhetoriklehrer, und Rhetorikhandbücher kamen auf. Der griechische Philosoph Aristoteles unterschied Rhetorik in drei Gattungen:
1. Gerichtsrede (gr. γένος δικανικόν (génos dikanikón), lat. genus iudiciale)
2. Beratungsrede; politische Entscheidungsrede (gr. γένος συμβουλευτικόν génos symbouleutikón, lat. genus deliberativum)
3. Lob- und Festrede (gr. γένος ἐπιδεικτικόν (génos epideiktikón), lat. genus demonstrativum oder genus laudativum)

Er definierte Rhetorik als „Fähigkeit, bei jeder Sache das möglicherweise Überzeugende (pithanon) zu betrachten“. An den zeitgenössischen Rhetoriklehrern kritisierte schon Aristoteles, dass sie die Argumentation vernachlässigten und ausschließlich auf Emotionserregung abzielten, etwa durch Verhaltensweisen wie Jammern oder Mitbringen der Familie zur Gerichtsverhandlung, wodurch ein sachbezogenes Urteil der Richter verhindert werde. Ein eindrucksvolles Zeugnis, wie Rhetorik und juristische Argumente aber auch zusammenspielen konnten, findet sich in den Reden von Demosthenes und Aischines im Prozessbericht zu Über den Ehrenkranz.
Da es nicht jedem lag, die richtigen Worte bei Gericht zu finden, kam es später aber zu Berufsrednern die auch bei Gericht sprechen durften, deren Rechtskenntnis aber zweitrangig war. Vielmehr mussten sie zur Beeinflussung der Entscheidung des Richters nur allgemein die Kunst der Rhetorik beherrschen.
Der römische Kaiser Augustus verlieh einzelnen Juristen das Recht, Rechtsgutachten oder Responsien zu erteilen. Es kann angenommen werden, dass diese mit höchsten Weihen versehenen Gutachten Urteilscharakter aufwiesen und den entsprechenden Juristen daher eine sehr große beinahe legislative Kompetenz zustand. Zum ersten Mal wurden Juristen zu einer anerkannten und geschützten, staatlich kontrollierten sozial einheitlich organisierten Berufsgruppe. Vorher als reine Privatpersonen frei davon, konnte der Princeps nun auch eingreifen und regulieren. Bei Schwurgerichten, vor denen mit der Popularklage jeder Bürger anklagen konnte, war es dem Angeklagten erlaubt Advocati (ähnlich Anwälten aber nicht Advokaten) für sich auftreten zu lassen. Als Tätigkeitsbereich kam neben den Beisitzern bei Gericht (Assessores) und der Tätigkeit des Respondierjuristen, die Tätigkeit des Redners vor Gericht in Betracht. Diese Advocati waren wohl von anderer Qualität als die reinen Respondierjuristen. Während letztere sicherlich Theoretiker und Spezialisten waren, waren die Advocati oftmals ganz pragmatische Verteidiger ihres Auftraggebers. Oftmals waren es nur geschulte Redner mit wiederum ihrerseits rechtlicher Beratung oder einer eher geringen juristischen Bildung. Diese wurden, weil sie das in der römischen Spätzeit altertümliche Kleidungsstück der Toga zu tragen hatten, nicht nur Advocati, sondern auch Togati (mit der Toga Bekleidete) genannt.
Ob diese nun Redner waren, oder eine Fachausbildung hatten, kann nur gemutmaßt werden. Eine Verordnung des Kaisers Leo aus dem Jahre 460 n. Chr. verfügte zwar eine Ausbildung zum Juristen als Voraussetzung für derartige Tätigkeiten, bezog sich aber anscheinend nur auf das höchste Gericht.
Über die historischen Anfänge der Anwaltschaft in Deutschland ist wenig bekannt.

### Sachsenspiegel, Schwabenspiegel
Einiges lässt sich dem Sachsenspiegel entnehmen. Dieser wurde um 1220–1233 durch Eike von Repgow verfasst. Eike von Repgow betont, dass die Sachsen einige Regelungen gegen das Besatzungsrecht Karls des Großen durchsetzen konnten. Daher galten viele Regelungen des Sachsenspiegels nicht erst seit 800, sondern auch schon in den vorchristlichen Jahrhunderten. Im Landrecht des Sachsenspiegels zerstreut sind einige Regelungen zu finden, welche die germanischen Wurzeln anwaltlicher Tätigkeit erkennen lassen. Es handelt sich um den Vorspreke. In einigen Schweizer Kantonen hat sich die Berufsbezeichnung als Fürsprecher erhalten. Es ging aber ursprünglich weniger darum, für einen anderen Fürsprache einzulegen, als für ihn vorzusprechen. Prozessuale Formalien hatten damals ähnliche, wenn nicht größere Bedeutung als heute. Jeder freie Mann hatte das Recht, seine Sache vor Gericht selbst zu vertreten. Wenn er sich versprach, war der Fehler nicht mehr zu heilen. Deshalb bestand die Möglichkeit, einen anderen statt seiner selbst sprechen zu lassen. Der Fürsprecher musste männlich sein. Er durfte nicht Geistlicher, rechts- oder prozessunfähig sein bzw. sich in Reichsacht befinden. Der Richter war verpflichtet, die Partei zu befragen, ob sie die Worte ihres Fürsprechers gegen sich gelten lassen wollte. Diese konnte bestätigen, verneinen oder um Bedenkzeit bitten. Wenn eine Partei die Worte ihres Fürsprechers nicht bestätigte, durften diese keine Berücksichtigung finden. Jeder gerichtsfähige Mann war verpflichtet, das Amt eines Fürsprechers zu übernehmen, wenn der Richter ihn dazu bestimmte. Ausnahmen galten für benannte Fälle einer Interessenkollision. Bei Sexualdelikten hatte der Richter für einen Vormund der Geschädigten als Prozessvertreter zu sorgen, wenn kein Mitglied ihrer Sippe zur Verfügung stand.
Der Sachsenspiegel besagt nicht ausdrücklich, dass es seinerzeit Leute gab, die regelmäßig als Fürsprecher tätig wurden und dafür Geld erhielten. Es gibt aber zwei Indizien dafür. Wenn beide Parteien denselben Mann als Fürsprecher für sich begehrten, lag die Entscheidung beim Richter. Entweder musste der Fürsprecher gerichtsbekannt oder vermögend sein oder dem Richter Bürgen für die Geldbußen stellen, die gegen ihn persönlich verhängt werden konnten, bevor er tätig werden durfte. Selbst bei Familienbanden erscheint zweifelhaft, ob man für den Prozess eines anderen selbst haften wollte. Dieses Haftungsrisiko wird sich der Fürsprecher angemessen bezahlt haben lassen.
In Art. 87 des Schwabenspiegels waren bereits seit dem Spätmittelalter wesentliche Punkte des anwaltlichen Berufsrechts geregelt. Der Fürsprecher sollte nur den vertreten, der seiner Überzeugung nach recht hatte. Half er seiner Partei bei einem Prozessbetrug, hatte er persönlich an den Richter und die geschädigte Partei hohe Strafen zu zahlen. Der Richter konnte den Fürsprecher beauftragen, eine arme Partei unentgeltlich zu vertreten. Schließlich waren auch schon die anwaltliche Schweigepflicht und das Verbot, widerstreitende Interessen zu vertreten, bekannt.

### Neuzeit

Englischer Barrister in Robe (um 1900)

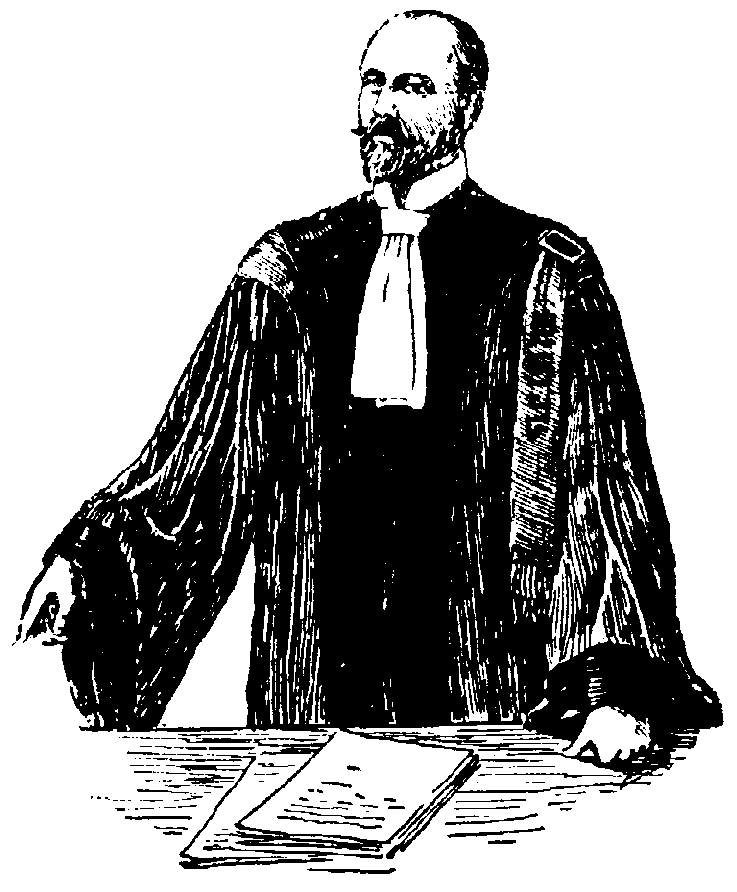
Französischer Rechtsanwalt in Robe (um 1910)

Mit der Rezeption des römischen Rechts seit dem Hochmittelalter in Europa wurde das Gerichtsverfahren professionalisiert und es entstanden dazu Funktionen, die mit ausgebildeten Juristen besetzt waren. Hierbei bildete sich ein Berufsstand professioneller Juristen heraus, die eine Partei in der Verhandlung vor dem Gericht vertraten, die sogenannten Prokuratoren. Daneben gab es andere Anwälte, die den Kontakt mit dem Rechtssuchenden pflegten, die Mandanten berieten und sie auch in außergerichtlichen Geschäften rechtlich betreuten, die sogenannten Advocaten. Die Advocaten bereiteten den Rechtsstreit juristisch vor und lieferten dem Prokurator die schriftliche Aufbereitung. Diese Trennung zwischen Advokaten und Prokuratoren gab es allerdings in manchen Ländern nur vor den höchsten Gerichten.
In Deutschland kannte man diese Zweiteilung in den süddeutschen Gebieten, die ursprünglich einmal unter römischer Verwaltung gestanden hatten. Im Landrecht des Schwabenspiegels, dessen erste Aufzeichnung um 1275 erfolgte, wurde zwischen dem Fürsprecher, der vor Gericht vertrat, und dem Ratgeber unterschieden. Beide konnten für ihre Tätigkeit Geld verlangen. Bei dem Fürsprecher bestand ähnlich wie heute ein Verbot, ein Erfolgshonorar zu vereinbaren. Seine Reisekosten konnte er aber gesondert ersetzt verlangen. Im Gegensatz dazu war für den Ratgeber geregelt, dass er für schlechten Rat keinen Lohn erhielt und ggf. für einen daraus entstandenen Schaden haftete. Hieraus dürfte sich das Sprichwort Guter Rat ist teuer entwickelt haben. Da die Regelungen des Sachsenspiegels und der daran anknüpfende Schwabenspiegel für Gerichtsverfahren galten, die vom König selbst oder unter Königsbann gehalten wurden, beschränkte sich die Aufspaltung der anwaltlichen Aufgaben später auf die Verfahren vor dem Reichshofrat oder dem Reichskammergericht.
Seit dem Ende des 16. Jahrhunderts wurde die Zweiteilung der Anwaltschaft in Kontinentaleuropa immer weiter gelockert und mit den Rechtsreformen der napoleonischen Zeit weitgehend beseitigt, sodass im Laufe des 19. Jahrhunderts das Berufsbild eines einheitlich tätigen Rechtsanwaltes entstand. Zunächst wurden in Preußen zur Zeit König Friedrichs II. die Advocaten als „Hof- und Assistenzräte“ zu Staatsbeamten. Ab 1780 wurden für den Bereich der freiwilligen Gerichtsbarkeit, der Zwangsvollstreckung und Konkurs und für das Notariatswesen „Justizkommissare“ eingeführt. 1793 schaffte Preußen die Assistenzräte wieder ab und machte die Justizkommissare 1849 sprachlich zu „Rechtsanwälten“ die zunächst aber noch Staatsbeamte blieben, bis die Rechtsanwaltsordnung (RAO) von 1878 die Rechtsanwaltschaft zu einem freien, vom Staat unabhängigen Beruf werden ließ. Das 20. Jahrhundert war gekennzeichnet durch eine zunehmende Spezialisierung der Rechtsanwaltschaft, die sich mit der Einführung weiterer Fachanwaltschaften im 21. Jahrhundert fortsetzte.
Das zweigeteilte System gibt es heute noch in Spanien, wo auch die traditionellen Bezeichnungen „Advokat“ (abogado) und „Prokurator“ (procurador) fortbestehen, sowie in den durch die Rechtstradition des Common Law geprägten Rechtssystemen in England, Wales und anderen Ländern des Commonwealth, wo die prozessanwaltlichen Prokuratoren „Barrister“ und die außergerichtlichen Advokaten „Solicitor“ heißen.

## Aufgaben

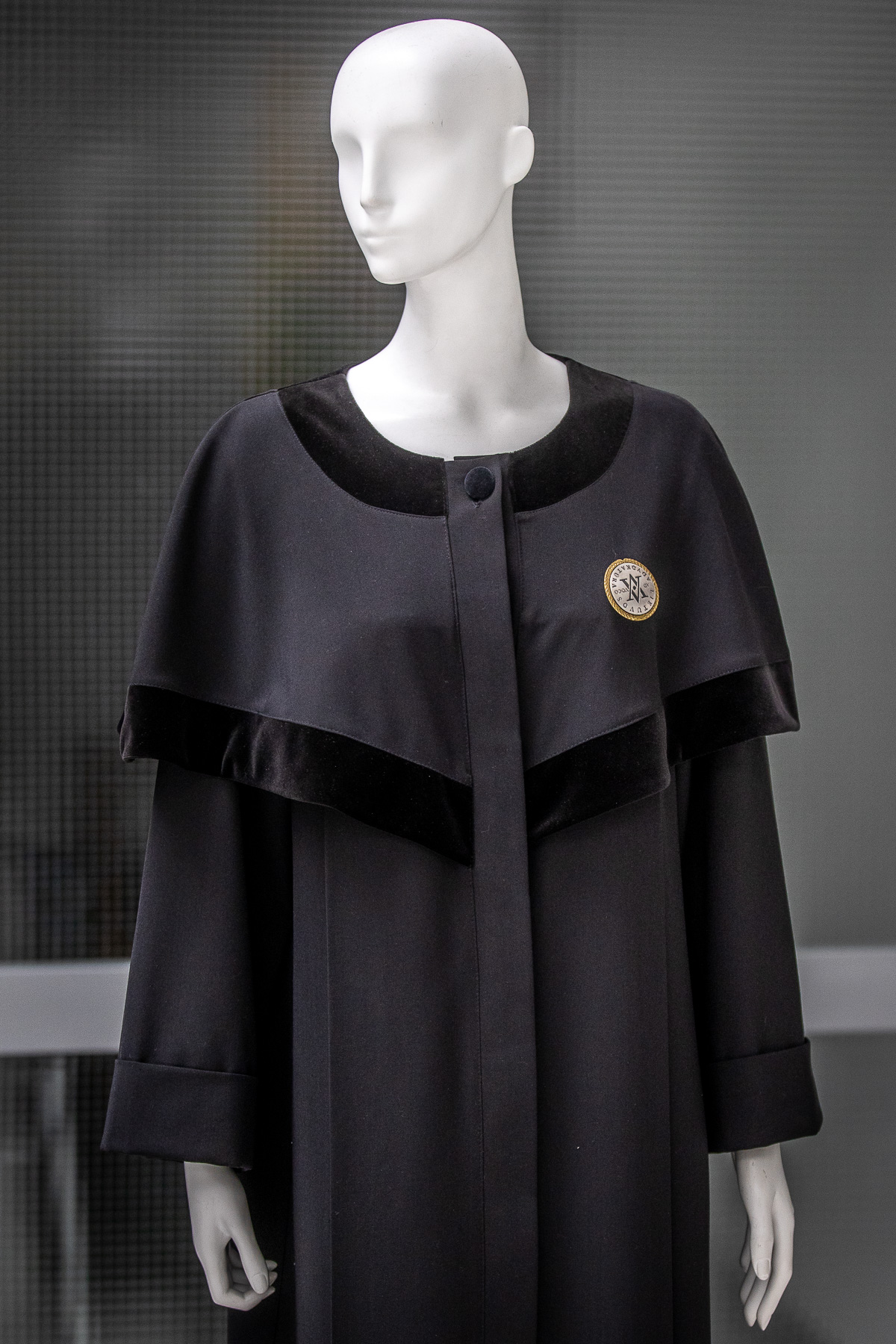
Tracht des litauischen Rechtsanwalts

Rechtsanwälte haben die Aufgabe, ihrem Auftraggeber mit rechtsstaatlichen Mitteln zu seinem Recht zu verhelfen. Zu diesem Zweck können sie jedermann beraten oder vertreten, soweit sie nicht zuvor in derselben Angelegenheit die Gegenseite beraten bzw. vertreten haben oder andere Vertretungsverbote – z. B. eine zur Neutralität verpflichtende vorherige Tätigkeit als Notar oder Mediator – bestehen. Die parteiliche Interessenvertretung ist das berufsprägende Merkmal der Rechtsanwälte. Im Rahmen der Beratung wird der Mandant über die Rechtslage, seine Erfolgschancen, die Möglichkeiten einer Beweissicherung und die anfallenden Kosten sowie das Kostenrisiko informiert.
Abstrakt können Sinn und Aufgaben der anwaltlichen Tätigkeit wie folgt aufgegliedert werden:
- Rechtsgestaltung (Kompliziertere, aber für die Wirtschaft bedeutende Rechtsgeschäfte würden ohne anwaltliche Hilfe in der Vertragsgestaltung oftmals unterlassen werden. Umstritten ist hingegen die Einbeziehung von Anwälten durch Ministerien für die Erarbeitung von Gesetzentwürfen)
- Rechtssuchende über Ansprüche und Gegenansprüche aufzuklären und Beweise zu sichern
- außergerichtliche Durchsetzung von Ansprüchen (durch anwaltliche Aufforderungsschreiben, Vertragsstrafen). Vertragsstrafen und die Kostentragungspflicht des Anspruchgegners leisten dabei auch einen Beitrag zur Prävention vor zukünftigen Rechtsverstößen
- Entlastung der Justiz durch Abraten von der Klageerhebung bei mangelnder Erfolgsaussicht (Filterfunktion für die Gerichte), außergerichtliche Streitbeilegung durch Abschluss von außergerichtlichen Vergleichen (damit auch zum Rechtsfrieden beizutragen), Mediation (Leitet der Anwalt die Mediation, wird er in diesen Fällen als Mediator und nicht als Vertreter einer Partei tätig. Begleitet ein anwaltlicher Mediator eine Partei in einer Mediation, wird er dabei nicht als Mediator, sondern als Anwalt tätig.)
- Verfahrenshilfe für die Prozesse vor den Gerichten zu leisten
  - Vor dem Verhandlungstermin: Sachverhaltsklärung und Ordnen der Darlegungen in den vorbereitenden Schriftsätzen, Rechtsausführungen, Formulierung der Klaganträge
  - In der Hauptverhandlung: Stellen der Anträge, Befragungen von Zeugen und Gutachtern, Kontrolle einer korrekten Befragung und Protokollierung durch das Gericht
- Kontrolle der Rechtsprechung unterer Instanzen auf Rechtmäßigkeit, ggf. mit der Folge Rechtsmittel einzulegen
- Prozesshandlungen vorzunehmen (zum Beispiel: Einreden zu erheben, Vergleiche abzuschließen, Rechtsmittel einzulegen)
- durch Mitarbeit in den berufsständischen Organisationen, Beiträge in Fachzeitschriften oder Kommentaren zur Fortbildung der Rechtsauslegung, insbesondere der Rechtsprechung, und zur Gesetzgebung beizutragen.

Nach groben Schätzungen besteht die anwaltliche Arbeit an Mandaten zu 80 % aus Sachverhaltsaufklärung und zu 20 % aus daran anschließender Rechtsanwendung.
Die Unabhängigkeit der Rechtsanwälte und der Schutz vor ungerechtfertigter Verfolgung wegen ihrer rechtmäßigen Berufsausübung wird durch internationale Standards gesichert, wie z. B. die Empfehlung des Europarats zur freien Ausübung des Anwaltsberufs oder die UN Grundprinzipien betreffend die Rolle von Rechtsanwälten.

### Deutschland
Jedermann kann sich in jedem Verfahren vor Behörden oder Gerichten durch einen Rechtsanwalt vertreten lassen (§ 79 Abs. 2 ZPO für den Zivilprozess). In einem Strafprozess oder einem Bußgeldverfahren wird der Rechtsanwalt als Verteidiger tätig. Im Zivilprozess besteht bei den Landgerichten, Oberlandesgerichten und dem Bundesgerichtshof die Verpflichtung, sich durch einen Rechtsanwalt vertreten zu lassen (§ 78 Abs. 1 ZPO). Gleiches gilt bei anderen Verfahrensarten für die höheren Instanzen. Der Sinn dieses sogenannten Anwaltszwangs liegt darin, die höheren Instanzen der Gerichtsbarkeit zu entlasten, da Sachverhaltsaufklärungsarbeiten und rechtliche Voreinschätzungen vor Klageerhebung und während des Prozesses durch die Rechtsanwälte erfolgen sollen.
Das zum 1. Juli 2008 in Kraft getretene Rechtsdienstleistungsgesetz löste das bis dahin geltende Rechtsberatungsgesetz ab. Die außergerichtliche Rechtsberatung ist in größerem Umfang für Nicht-Anwälte geöffnet worden. Für den Kernbereich rechtlicher Dienstleistungen, d. h. vor allem die Vertretung vor Gericht, gilt das Anwaltsmonopol im Wesentlichen weiterhin.
Die Bundesrechtsanwaltsordnung (BRAO) führt die allgemeinen Aufgaben des Rechtsanwalts nicht abschließend auf. § 1 der BRAO definiert den Rechtsanwalt als „unabhängiges Organ der Rechtspflege“. § 3 BRAO führt aus: „Der Rechtsanwalt ist der unabhängige Berater und Vertreter in allen Rechtsangelegenheiten.“ Konkreter nennen §§ 48, 49 und 49a BRAO die Pflichten zur Prozessvertretung im Zivilprozess unter bestimmten Bedingungen, zur Pflichtverteidigung und zur Beratungshilfe. Die Berufsordnung für Rechtsanwälte (BORA) nennt in § 1 Absatz 3 folgende Aufgaben des Rechtsanwalts: „... seine Mandanten vor Rechtsverlusten zu schützen, rechtsgestaltend, konfliktvermeidend und streitschlichtend zu begleiten, vor Fehlentscheidungen der Gerichte und Behörden zu bewahren und gegen verfassungswidrige Beeinträchtigung und staatliche Machtüberschreitung zu sichern.“

### Österreich
In Österreich regelt die Rechtsanwaltsordnung (RAO) das Berufsbild der Rechtsanwälte. Das Gesetz legt unter anderem die Voraussetzungen für die Berufsausübung und des Erlöschens dieser Berechtigung und die Rechte und Pflichten der Rechtsanwälte fest. Weiters finden sich Regelungen zur Rechtsanwaltskammer, welche als Körperschaft des öffentlichen Rechts die Interessen der österreichischen Rechtsanwälte vertritt. Der Kammer obliegt dabei auch das Ansehen des Berufsstandes zu schützen und ein Disziplinarverfahren gegen Rechtsanwälte einzuleiten.

## Ausbildung und Zulassung

### Deutschland
Voraussetzung für die Zulassung als Rechtsanwalt ist (in Deutschland) die Befähigung zum Richteramt, also die Ausbildung zum Volljuristen. Eine Ausnahme gilt nach dem Einigungsvertrag für solche Juristen, die in der DDR als „Diplom-Jurist“ als Rechtsanwalt tätig waren. Sie durften weiter als Rechtsanwälte arbeiten, auch ohne Volljuristen zu sein.
Anwälte werden von der Rechtsanwaltskammer, in deren Bezirk sie sich niederlassen wollen, zugelassen und dort auch in das Rechtsanwaltsverzeichnis (in der Schweiz Anwaltsregister genannt) eingetragen. Zugelassene Rechtsanwälte müssen den Abschluss einer Berufshaftpflichtversicherung für Rechtsanwälte (Vermögensschadenhaftpflichtversicherung) für Beratungsfehler sowie das Vorhandensein von Kanzleiräumen am Ort der anwaltlichen Zulassung nachweisen. Im Diensteid vor der Rechtsanwaltskammer müssen sich Rechtsanwälte verpflichten, die verfassungsmäßige Ordnung zu wahren und die Pflichten eines Rechtsanwalts gewissenhaft zu erfüllen (§ 12a BRAO). Die Zulassung führt zu einer Beitragszahlungspflicht an das Rechtsanwaltsversorgungswerk zum Erwerb von Altersversorgungsansprüchen. Die Zulassung kann von der zuständigen Rechtsanwaltskammer entzogen werden, insbesondere bei Überschuldung (Vermögensverfall) und groben Berufsrechtsverstößen.
Für Juristen aus dem EU-Ausland, aus einem Vertragsstaat des Europäischen Abkommens über den Europäischen Wirtschaftsraum und der Schweiz kann die Zulassung nach einer dreijährigen Tätigkeit in Deutschland und im deutschen Recht erfolgen. Bei kürzerer Tätigkeit im deutschen Recht erfolgt sie aufgrund einer speziellen Eignungsprüfung. Die Einzelheiten ergeben sich aus dem Gesetz über die Tätigkeit europäischer Rechtsanwälte in Deutschland (EuRAG).
Anwälte aus Drittstaaten können sich nach Maßgabe des (§ 206 BRAO) in Deutschland niederlassen, allerdings nur zu Rechtsfragen ihres Heimatstaates oder des Völkerrechts beraten.

#### Ausländische Rechtsanwälte in Deutschland
Das Gesetz über die Tätigkeit europäischer Rechtsanwälte in Deutschland regelt ergänzend zur Bundesrechtsanwaltsordnung (BRAO) für europäische Rechtsanwälte die Berufsausübung und die Zulassung zur Rechtsanwaltschaft in Deutschland. Bei grenzüberschreitender Tätigkeit sind außerdem die Berufsregeln der Rechtsanwälte der Europäischen Union des Rats der Anwaltschaften der Europäischen Gemeinschaft (CCBE) zu beachten.
Rechtsanwälte aus dem nichteuropäischen Ausland können sich in Deutschland nach Maßgabe des § 206 BRAO niederlassen.
Zur Erleichterung der Suche nach einem Rechtsanwalt in der Europäischen Union wurde ab dem 8. Dezember 2014 auf der E-Justice-Plattform der Europäischen Union eine Suchfunktion eröffnet: „Wie finde ich einen Rechtsanwalt?“ (engl.: „Find a lawyer“). Diese Suchfunktion wurde gemeinsam vom Rat der Europäischen Anwaltschaften (CCBE) und der EU-Kommission entwickelt. Bislang können Rechtsanwälte aus 17 Unionsmitgliedstaaten, nach Stadt, Postleitzahl, Name, sowie Fachanwaltstiteln („zusätzliche Berufsbezeichnung“) oder Sprachkenntnisse gesucht und gefunden werden.

### Schweiz
In der Schweiz müssen die Juristen nach Abschluss des Hochschulstudiums eine Anwaltsprüfung absolvieren, welche von Kanton zu Kanton verschieden geregelt ist. Versuche einer Vereinheitlichung auf Bundesebene sind verschiedentlich gescheitert.

## Zahlen

Verhältnis zugelassener Anwälte/Einwohner Deutschland von 1991 bis 2008

Es gab in der Anzahl der Anwälte einen langjährigen Trend einer Verdopplung der Anzahl der Zulassungszahlen der Rechtsanwaltschaft in einem Zeitraum von 12 Jahren, was auch als „Anwaltsschwemme“ bezeichnet wurde. Im Jahr 2011 kamen auf einen zugelassenen Anwalt nur noch 525 Einwohner, was statistisch gesehen zu einer entsprechenden Umsatzeinbuße führte. Zum Vergleich hierzu bezogen auf das Jahr 2006: USA: 270, Italien: 454, England: 490, Schweiz: 1.032, Österreich: 1.751, Russland und GUS: 7.520, Vietnam: 24.824. Da es in Deutschland für Anwälte – im Gegensatz zu Notaren – keine Zulassungsbeschränkung gibt, waren die Berufsaussichten für Junganwälte ohne zusätzliche Qualifikationen bzw. während der Ausbildung in Kanzleien gewonnener Berufserfahrungen je nach der Examensnote teils ungünstig. Allerdings können höchst qualifizierte Berufsanfänger (z. B. zwei Prädikatsexamina, Promotion, zusätzlicher Abschluss im ausländischen Recht) in Großkanzleien Anfangsjahresgehälter von 100.000 bis 140.000 € erreichen.
Seit der Jahrtausendwende kam es in Deutschland zu einem Rückgang der Zuwachsraten und auch des absoluten Zuwachses. 2016 gab es erstmals einen – sehr geringen – Rückgang (0,2 %) auf eine Zahl von 164.406 Rechtsanwälten. Danach stieg die Zahl leicht an, bis 2020 der Höchststand von 165.901 Rechtsanwälten erreicht war. Zum Stichtag 1. Januar 2024 betrug die Mitgliederzahl 165.776, im Vergleich zum Vorjahr (165.186) bedeutete dies einen Zuwachs um 590 Mitglieder (0,36 %).

### Rechtsanwältinnen
Zur deutschen Anwaltschaft zählen im Jahr 2024 61.491 Rechtsanwältinnen. Sie stellen 37,09 % der Anwaltschaft. Frauen wurde erstmals in Deutschland durch das Gesetz über die Zulassung der Frauen zu den Ämtern und Berufen der Rechtspflege vom 11. Juli 1922 (RGBl. 1922, 573) erlaubt, die Befähigung zum Richteramt und damit die Voraussetzung zur Zulassung zur Rechtsanwaltschaft zu erwerben. Als erste Frau Deutschlands ließ das Bayerische Staatsministerium der Justiz am 7. Dezember 1922 die Assessorin Fräulein Dr. Maria Otto zur Rechtsanwaltschaft zu.
In Österreich wurden den Frauen erst mit der Vollzugsanweisung betreffend die Zulassung von Frauen zu den rechts- und staatswissenschaftlichen Studien, zu den theoretischen Staatsprüfungen und zum Doktorate der Rechte und der Staatswissenschaften an den deutschösterreichischen Universitäten vom 22. April 1919 das Jurastudium ermöglicht. Entsprechend dauerte es, bis die ersten Juristinnen eine Tätigkeit als Rechtsanwältin aufnehmen konnten. Die erste in Vorarlberg tätige Rechtsanwältin, Anna Jahn, eröffnete erst 1958 in Feldkirch eine Kanzlei.
Zuvor war es Frauen weit mehr als 1000 Jahre verboten gewesen, in eigener Sache oder als Fürsprecher für andere vor Gericht aufzutreten. Das Verbot findet sich in den römischen Digesten, dem Sachsen- und dem Schwabenspiegel. Es wird damit begründet, dass eine Römerin Calpurnia/Calefornia sich vor Gericht sehr ungebührlich benommen, nämlich dem Kaiser mit deftigen Worten den nackten Hintern präsentiert habe. Da Calpurnius ein römisches Adelsgeschlecht war und Calpurnia u. a. die dritte Frau von Gaius Julius Caesar hieß, scheint das Vertretungsverbot schon aus der Frühzeit der römischen Kaiserzeit zu stammen.
Mit Urteil vom 29. Januar 1887 hatte das Schweizerische Bundesgericht das Begehren von Emilie Kempin (geborene Spyri) abgelehnt, sie zur Parteienvertretung vor den Zürcher Gerichten zuzulassen. Emilie Kempin-Spyri hatte als erste Schweizerin Rechtswissenschaft studiert und sich als erste Frau im gesamten deutschsprachigen Raum (an der Universität Zürich) habilitiert. Sie berief sich vor Bundesgericht auf den allgemeinen Gleichheitsartikel der Bundesverfassung. Das Bundesgericht bezeichnet ihre Auslegung des Verfassungsartikels und ihre Forderung nach Gleichstellung als „ebenso neu als kühn“.
Nachdem verschiedene Kantone (unter anderem Zürich, St. Gallen, Basel-Stadt, Genf und Neuenburg) Frauen als Rechtsanwältinnen zugelassen hatten, änderte das Bundesgericht seine Meinung im Urteil vom 24. Februar 1923. Dora Roeder war im Kanton Freiburg die Tätigkeit als Rechtsanwältin verwehrt worden, weil sie als Frau nicht Aktivbürger war (d. h. weil sie wie alle Frauen damals weder stimm- noch wahlberechtigt war). Das Bundesgericht bezeichnete es als unzulässige Einschränkung der von der Verfassung garantierten Wirtschaftsfreiheit, Frauen nicht zum Anwaltsberuf zuzulassen. Es führte aus, der Kanton Freiburg habe einzig Vorurteile und überholte Vorstellungen für den Ausschluss der Frauen aus der Advokatur vorgebracht. Frauen könnten die intellektuellen und moralischen Freiheiten, die es für den Beruf des Anwalts brauche, unterdessen nicht mehr generell abgesprochen werden.
Im Jahr 2017 zählt der Schweizerische Anwaltsverband 10.165 Mitglieder, davon sind 2.956 Frauen (29,08 %).
In England war die Kampagne von Gwyneth Bebb der Ausgangspunkt dafür, dass der Anwaltsberuf auch Frauen zugänglich wurde.

## Zusatzbezeichnungen (Deutschland)

### Fachanwalt
In Deutschland kann einem Rechtsanwalt, der besondere Kenntnisse und Erfahrungen in einem Rechtsgebiet erworben hat, die Befugnis verliehen werden, eine Fachanwaltsbezeichnung zu führen (§ 43c BRAO). Die Einzelheiten der Zulassung als Fachanwalt regelt die Fachanwaltsordnung (FAO). Derzeit gibt es Fachanwaltschaften für: Agrarrecht, Arbeitsrecht, Bank- und Kapitalmarktrecht, Bau- und Architektenrecht, Erbrecht, Familienrecht, gewerblichen Rechtsschutz, Handels- und Gesellschaftsrecht, Informationstechnologierecht, Insolvenzrecht, internationales Wirtschaftsrecht, Medizinrecht, Miet- und Wohnungseigentumsrecht, Migrationsrecht, Sozialrecht, Steuerrecht, Strafrecht, Transport- und Speditionsrecht, Urheber- und Medienrecht, Vergaberecht, Verkehrsrecht, Versicherungsrecht sowie Verwaltungsrecht.
Zuletzt beschloss die Satzungsversammlung im November 2015 die Einführung des Fachanwaltstitels für Migrationsrecht.
Jeder Fachanwalt hat jährlich gegenüber seiner zuständigen Rechtsanwaltskammer den Nachweis zu führen, dass er sich in seinem Fachgebiet fortgebildet oder wissenschaftlich publiziert hat.
Die Zahl der Fachanwälte ist per 1. Januar 2020 auf rd. 57.000 gestiegen.

### Anwaltsnotar
Durch staatliche Bestellung kann ein Rechtsanwalt in Berlin, Bremen, Hessen, Niedersachsen, Schleswig-Holstein und – mit Ausnahmen – in Nordrhein-Westfalen eine Zulassung als Notar im Nebenberuf (Anwaltsnotar) (§ 3 Abs. 2 Bundesnotarordnung) erhalten. Wird er in einer Angelegenheit als Notar tätig, beurkundet er z. B. einen Kaufvertrag oder ein Testament, muss er neutral die Interessen aller Beteiligten wahrnehmen und darf in dieser Sache weder vorher noch hinterher als Rechtsanwalt tätig sein. Er erhält dann auch keine Gebühren als Rechtsanwalt, sondern die meist geringeren Gebühren als Notar.
In anderen Bundesländern werden Notare im Hauptberuf vom Staat bestellt, die dann nicht parallel als Rechtsanwalt tätig sein dürfen (sogenanntes: „Nur-Notariat“).
Das Bewerbungsverfahren für Anwaltsnotare nach der Bundesnotarordnung wurde im Jahr 2009 neu geregelt. Vorausgegangen waren unter anderem die Müdener Thesen.

### Anwaltsmediator
Der entsprechend fortgebildete Rechtsanwalt (§ 5 Mediationsgesetz und § 7a Berufsordnung für Rechtsanwälte) darf als anwaltlicher Mediator auch Mediationen durchführen. In diesen Fällen führt er unabhängig, neutral und allparteilich durch ein vertrauliches und strukturiertes Verfahren zur außergerichtlichen Beilegung eines Konfliktes (§ 1 und 2 Absatz 3, Satz 1 Mediationsgesetz). Der anwaltliche Mediator darf nicht in Fällen tätig werden, wenn er in derselben Sache zuvor für eine Partei tätig gewesen ist (§ 3 Absatz 2 Mediationsgesetz). Er darf auch nicht während oder nach der Mediation für eine Partei in derselben Sache tätig werden.
Anwälte können auch als Parteivertreter ihre Mandanten in Mediationsverfahren begleiten. In diesen Fällen wird der Anwalt nicht als Mediator tätig. Eine Ausbildung als Mediator ist für den Parteianwalt in der Mediation aber sehr hilfreich. Parteianwälte sind insbesondere in den Phasen 4 bis 6 (Sammlung von Lösungsansätzen, Bewertung und Konkretisierung, Abschlussvereinbarung) sehr hilfreich, da der Mediator wegen seiner Allparteilichkeit einen Rechtsrat grundsätzlich vermeiden muss.
Die Gebühren des anwaltlichen Mediators werden in der Regel durch Stundensätze in Höhe von 125 bis 400 Euro (je nach der Bedeutung der Sache und der Zahl der beteiligten Parteien) vereinbart. Möglich ist auch, eine zusätzliche Einigungsgebühr nach dem Rechtsanwaltsvergütungsgesetz vorzusehen, wenn die Mediation zu einer Abschlussvereinbarung führt.

### Syndikus
Ein Syndikus (auch: Syndikusanwalt) ist ein Rechtsanwalt, der bei einem Unternehmen angestellt ist. Weil er gegenüber seinem Arbeitgeber an Weisungen gebunden ist, darf er diesen nicht wie ein Rechtsanwalt vor Gericht vertreten (§ 46 Bundesrechtsanwaltsordnung).

## Berufsrecht (Deutschland)
Anwälte gehören mit den Patentanwälten, Steuerberatern und Wirtschaftsprüfern sowie (teilweise) den Notaren zu den rechts- und wirtschaftsberatenden Freien Berufen. Mit allen Fragen rund um den Beruf des Rechtsanwalts befasst sich – seit 1988 in Deutschland auch institutionell – das Anwaltsrecht. Von einem „Titularanwalt“ spricht man bei zugelassenen Rechtsanwälten, die keine Mandate übernehmen. Sie führen die Berufsbezeichnung häufig aus Imagegründen oder um Mitglied in einem Rechtsanwaltsversorgungswerk werden zu können und dort Altersversorgungsansprüche zu erwerben. Außerdem gestattet § 17 Absatz 2 der Bundesrechtsanwaltsordnung (BRAO) der zuständigen Rechtsanwaltskammer, einem Anwalt, der wegen hohen Alters oder Gebrechen auf die Zulassung verzichtet, die Erlaubnis zu erteilen, sich weiterhin Rechtsanwalt zu nennen.
Der Rechtsanwalt übt einen freien Beruf aus, kein Gewerbe. Für ihn gilt anwaltliches Berufsrecht, welches gesetzlich in Deutschland durch die Bundesrechtsanwaltsordnung (BRAO) und das Rechtsanwaltsvergütungsgesetz (RVG) bzw. in Österreich durch die Rechtsanwaltsordnung (RAO) geregelt ist. Der Beruf des Rechtsanwalts ist in Deutschland und Österreich ein klassischer Kammerberuf; alle Rechtsanwälte sind Pflichtmitglieder der örtlich für sie zuständigen Rechtsanwaltskammer. Die Rechtsanwaltskammern sind u. a. für die Einhaltung des Berufsrechts zuständig. Als Dachorganisation besteht in Deutschland die Bundesrechtsanwaltskammer, bei der die Satzungsversammlung eingerichtet ist. Diese gestaltet das Berufsrecht im Wege der Selbstverwaltung durch die Berufsordnung (BORA) und die Fachanwaltsordnung (FAO) weiter aus.
Die deutsche Rechtsordnung sieht den Rechtsanwalt als „unabhängiges Organ der Rechtspflege“ (§ 1 BRAO). Diese „Organformel“ wurde erstmals vom Ehrengerichtshof für Rechtsanwälte in einer Entscheidung vom 25. Mai 1883 gebraucht. Inhaltlich bedeutet dies, dass der Anwalt nicht nur seinem Mandanten verpflichtet ist, sondern auch der Rechtsordnung; allerdings gehen die Interessen des Mandanten im Rahmen der Gesetze vor. Er ist so ein dem Richter und Staatsanwalt gleichgeordnetes Organ der Rechtspflege. Der Anwalt darf deshalb vor Gericht nicht bewusst die Unwahrheit vortragen. Er darf auch nicht tätig werden, wenn er wegen desselben Streitgegenstands bereits die Gegenpartei vertritt oder vertreten hat. Das Verhältnis zwischen Rechtsanwalt und Mandant ist verfassungsrechtlich geschützt: Der Anwalt und seine Mitarbeiter unterliegen nicht nur der Schweigepflicht, es besteht auch gegenüber allen Gerichten, Staatsanwaltschaften und der Polizei ein Aussageverweigerungsrecht über das, was der Mandant seinem Anwalt anvertraut hat. Die Handakten des Anwalts können weder durchgesehen noch beschlagnahmt werden.

### Geldwäscheverpflichtete
Rechtsanwälte sind gemäß § 2 Abs. 1 Geldwäschegesetz (GwG) Verpflichtete (wie Steuerberater, Rechtsbeistände, Wirtschaftsprüfer und andere dort genannte Berufsträger). Gemäß § 45 Abs. 1 GwG haben sich die Verpflichteten im elektronischen Meldeportal goAML bei der FIU zu registrieren; nach § 59 Abs. 6 S. 1 GwG spätestens nach dem 1. Januar 2024. Dies gilt unabhängig von der Form der ausgeübten Berufsträgerschaft. Hierunter fallen grundsätzlich auch angestellte Berufsträger, die als Arbeitnehmer in einer Sozietät, einer Kanzlei, Partnerschaft oder sonstigen Berufsausübungsgemeinschaft tätig sind.
Demzufolge hat sich jeder Partner und Angestellte separat als eigenständiger Verpflichteter in goAML Web zu registrieren. Die zusätzliche Registrierung von Kanzleien, Partnerschaften sowie weiteren Organisationsformen (u. a. GbR, GmbH) erfüllt hier nicht die Norm. Die bisher bereits in goAML Web registrierten Institutionen und die darunter erfassten Berufsträger bleiben zunächst aber im Bestand.
Bei Berufsträgern, die über mehrfache Qualifikationen verfügen (z. B. Steuerberater und Rechtsanwalt) ist zu beachten, dass die Registrierung nur mit einer Qualifikation erfolgen kann. Die vorherrschende Berufsausübung steht dabei im Vordergrund.

## Vergütung
Die Vergütung des Rechtsanwaltes ist in Deutschland im Rechtsanwaltsvergütungsgesetz (RVG) und in Österreich im Rechtsanwaltstarifgesetz (RATG) und in den Allgemeinen Honorar Kriterien (AHK) gesetzlich geregelt. Neben der Abrechnung nach dem RATG, welcher der gesetzlich normierten Form der Vergütung entspricht, besteht auch die Möglichkeit der Abrechnung nach Stundensatz, nach Pauschalhonorar für einen definierten Fall oder bei Bestehen einer Rechtsschutzversicherung der direkten Verrechnung mit dem Rechtsschutzversicherer im Rahmen des Rechtsschutzdeckung.

### Deutschland
Die Höhe der Vergütung bestimmt sich nach dem Vergütungsverzeichnis (Anlage 1 zum RVG). Daneben ist eine individuelle Gebührenvereinbarung zwischen Anwalt und Mandant möglich und seit 1. Juli 2006 für die außergerichtliche Tätigkeit sogar die Regel (§ 34 RVG). Davon zu unterscheiden ist die Vergütungsvereinbarung nach § 3a RVG, die anstelle der gesetzlichen Gebührentatbestände und -beträge des RVG vereinbart werden darf, beispielsweise eine Abrechnung der anwaltlichen Tätigkeit auf Stundenbasis.
Ein Erfolgshonorar in Form eines Anteilshonorars (quota litis) war – anders als in den USA – in Deutschland grundsätzlich unstatthaft. Davon hat der Gesetzgeber nach einer Entscheidung des Bundesverfassungsgerichts Ausnahmen zulassen müssen. Nach dem Urteil des Bundesverfassungsgerichts muss eine erfolgsbasierte Vergütung zulässig sein, wenn sie besonderen Umständen in der Person des Auftraggebers Rechnung trägt, die diesen sonst davon abhielten, seine Rechte zu verfolgen. Das Gesetz zur Neuregelung des Verbots der Vereinbarung von Erfolgshonoraren vom 12. Juni 2008 trat zum 1. Juli 2008 in Kraft. Es hat einen neuen § 4a RVG geschaffen, der unter sehr engen Voraussetzungen ein Erfolgshonorar für zulässig erklärt.
Auftraggebern, der zum Aufbringen der Anwaltsgebühren finanziell nicht in der Lage ist, haben die Möglichkeit, staatliche Beratungshilfe sowie Prozesskostenhilfe zu beantragen. Diese umfasst die Regelvergütung und kann nicht durch Vereinbarung überschritten werden (§ 44, § 50 Abs. 2, § 3a Abs. 3 RVG).

#### Einkommen
Nach Angaben der Bundesrechtsanwaltskammer weicht in Deutschland das durchschnittliche Bruttoeinkommen von angestellten Vollzeit-Rechtsanwälten erheblich von dem durchschnittlichen persönlichen Jahresüberschuss selbstständiger Vollzeit-Rechtsanwälte ab (Stand: 2016).
Die durchschnittlichen Bruttoeinkommen angestellter Vollzeit-Rechtsanwälte unterscheiden sich nach der Kanzleiform. Während das durchschnittliche Bruttoeinkommen angestellter Vollzeit-Rechtsanwälte 2016 in Deutschland in Einzelkanzleien 45.000 Euro betrug, lag dieser Wert in Sozietäten bei 71.000 Euro. Dabei waren die westdeutschen Bruttoeinkommen durchschnittlich höher als die entsprechenden Bruttoeinkommen in Ostdeutschland.
Der durchschnittliche persönliche Jahresüberschuss lag 2016 bei selbstständigen Vollzeit-Rechtsanwälten bundesweit bei 94.000 Euro. Dabei lag der Wert in Westdeutschland mit 103.000 Euro deutlich über dem ostdeutschen Wert von 70.000 Euro. Selbstständige Vollzeit-Rechtsanwälte mit Notariat (Anwaltsnotare), die nur in Teilen Westdeutschlands tätig sind, erzielten 2016 einen durchschnittlichen persönlichen Jahresüberschuss von 183.000 Euro.
In Vollzeit tätige selbstständige Rechtsanwälte ohne Spezialisierung erwirtschafteten im Jahr 2016 in Deutschland bundesweit einen persönlichen Überschuss von 57.000 Euro. Hingegen erzielten Vollzeit-Rechtsanwälte, die spezialisiert waren, jedoch keinen Fachanwaltstitel trugen, einen persönlichen Überschuss von 95.000 Euro. Bei Fachanwälten lag der persönliche Jahresüberschuss dagegen bei 106.000 Euro. Im Jahr 2018 erwirtschafteten in Vollzeit tätige selbstständige Rechtsanwälte mit Fachanwaltstitel auf Bundesebene durchschnittlich 201.000 Euro, während Berufskollegen mit Spezialisierung, aber ohne Fachanwaltstitel, im Mittel auf einen persönlichen Umsatz von 126.000 Euro kamen. Rechtsanwälte ohne Spezialisierung oder Fachanwaltstitel erwirtschafteten lediglich auf 70.000 Euro.
Die Durchschnittswerte des persönlichen Jahresüberschusses je Partner (nach Kanzleiform) in Deutschland im Jahr 2016 können aus der folgenden Tabelle abgelesen werden:
| Kanzleiform                             | Durchschnittlicher Jahresüberschuss je Partner (Stand: 2016) |
| --------------------------------------- | ------------------------------------------------------------ |
| Einzelanwalt (Bundesgebiet)             | 071.000 Euro                                                 |
| Einzelanwalt (Westdeutschland)          | 078.000 Euro                                                 |
| Einzelanwalt (Ostdeutschland)           | 055.000 Euro                                                 |
| Lokale Sozietät (Bundesgebiet)          | 125.000 Euro                                                 |
| Lokale Sozietät (Westdeutschland)       | 133.000 Euro                                                 |
| Lokale Sozietät (Ostdeutschland)        | 091.000 Euro                                                 |
| Überörtliche Sozietät (Bundesgebiet)    | 165.000 Euro                                                 |
| Überörtliche Sozietät (Westdeutschland) | 188.000 Euro                                                 |
| Überörtliche Sozietät (Ostdeutschland)  | 130.000 Euro                                                 |

In den letzten Jahrzehnten des 20. Jahrhunderts hat sich parallel zur steigenden Zahl tätiger Rechtsanwälte (Anwaltsschwemme), die wirtschaftliche Situation der selbstständigen Rechtsanwälte stetig verschlechtert. Während noch in den 1970er-Jahren und Anfang der 1980er-Jahre Rechtsanwälte neben Ärzten und Zahnärzten zu den bestverdienenden Berufsgruppen in Westdeutschland gehörten, nahm der Realwert des durchschnittlichen Bruttoeinkommens in der Folgezeit stark ab. Das durchschnittliche Bruttoeinkommen dieser Rechtsanwälte lag im Jahr 1971 noch bei etwa 79.000 DM (entspricht 2025: circa 169.000 Euro), im Jahr 1977 bei etwa 111.000 DM (entspricht 2025: circa 170.000 Euro) sowie im Jahr 1983 bei etwa 136.000 DM (entspricht 2025: circa 159.000 Euro). Hingegen lag der durchschnittliche Jahresüberschuss westdeutscher Anwälte im Jahr 2002 mit etwa 65.000 Euro (entspricht 2025: circa 102.000 Euro) deutlich niedriger. Erst seit den 2010er Jahren ist wieder eine leicht positive Entwicklung auszumachen.

### Österreich
Die Vergütung des Rechtsanwalts nach dem Rechtsanwaltstarifgesetz (RATG) ist nicht zwingend. Der Rechtsanwalt hat die Möglichkeit die Kosten seiner Leistungen auch nach freier Vereinbarung mit seinem Mandanten abzurechnen. (§§ 2, 16 Abs. 1 RATG) Ein Anteilshonorar (quota litis) ist jedoch unzulässig.
Im Rechtsanwaltstarifgesetz werden die Leistungen des Rechtsanwaltes (z. B. Mahnschreiben, Klage, Klagebeantwortung, Teilnahme an einer Tagsatzung/Hauptverhandlung, Berufung, Revision etc.) in Tarifposten (TP) unterteilt. Die Bemessungsgrundlage für den Anwaltstarif bildet im Zivilprozess die Höhe des Streitgegenstandes (§ 3, RAO). Anhand dieses Betrages erfolgt dann innerhalb der neun Tarifposten die Festlegung der Kosten für die jeweilige Leistung des Rechtsanwaltes.

## Sozietäten und andere Berufsausübungsgemeinschaften
Rechtsanwälte können sowohl allein als auch mit weiteren Rechtsanwälten zusammen tätig sein.
Bei den sogenannten Bürogemeinschaften bleibt jeder der Rechtsanwälte eigenständig und teilt nur das Büro mit seinen Kollegen.
Gebräuchlicher ist aber der Zusammenschluss von Anwälten zu Berufsausübungsgemeinschaften, landläufig allgemein Sozietäten genannt. Anwälte einer Sozietät, die Sozien, treten unter einer gemeinsamen Bezeichnung nach außen auf. In den allermeisten Fällen sind diese Sozietäten rechtlich als Gesellschaft bürgerlichen Rechts organisiert. Sozietäten, die neben den auf dem Briefbogen aufgeführten Sozien auch noch weitere als Angestellte tätige Anwälte haben können, sind meist in Form einer Partnerschaftsgesellschaft oder (seltener) einer Kapitalgesellschaft organisiert. Häufig gibt es Sozietäten, die an verschiedenen Orten vertreten sind (überörtliche Sozietäten). Es gibt auch in Deutschland Sozietäten, die einige Hundert Sozien haben. Hierbei handelt es sich zumeist um internationale Sozietäten, deren deutsche Partner sich mit englischen oder amerikanischen Kanzleien in einem Anwaltsnetzwerk zusammengeschlossen haben. Durch die Globalisierung hat es sich ergeben, dass die größten deutschen Anwaltskanzleien heute entweder von britischen oder amerikanischen Kanzleien beherrscht werden.
Untersagt ist in Deutschland, dass eine Rechtsanwaltsgesellschaft sich ihrerseits an einer anderen Sozietät beteiligt (vgl. § 59c Abs. 2 BRAO).

### Deutscher Anwaltverein
Der Deutsche Anwaltverein wurde im Jahre 1871 in Bamberg als Interessenvertretung der deutschen Rechtsanwälte gegründet. Nach der staatlich verordneten förmlichen Auflösung des Vereins im Jahre 1934 erfolgte nach dem Zweiten Weltkrieg eine Wiedergründung des DAV.
Es sind seitdem nicht mehr die einzelnen Anwälte Mitglieder des DAV, sondern die örtlichen Anwaltvereine. Rund 250 örtliche Anwaltvereine sind im DAV organisiert, die zusammen über 67.000 Rechtsanwälte als Mitglieder haben. Im Gegensatz zu den Rechtsanwaltskammern ist die Mitgliedschaft in den Anwaltvereinen freiwillig.
Der DAV betreibt unter anderem eine kostenlose Anwaltauskunft, über die sich Ratsuchende für eine Vielzahl von Rechtsgebieten Anwälte in Wohnortnähe benennen lassen können.

## Anwaltshaftung (Deutschland)
Man unterscheidet die Anwaltshaftung gegenüber dem Mandanten bei Pflichtverletzungen aus dem Anwaltsvertrag und die Haftung gegenüber Nichtmandanten, d. h. Drittschädigung durch anwaltliche Fehlleistung. In beiden Fällen ist der Rechtsanwalt zu Schadensersatz verpflichtet. Der Schadensersatzanspruch gegenüber dem Rechtsanwalt verjährt innerhalb der sogenannten regelmäßigen Verjährungsfrist von drei Jahren zum Jahresende (§§ 195, 199 BGB). Die Frist beginnt mit Kenntnis oder grobfahrlässiger Unkenntnis des Anspruchs zu laufen.
Der Rechtsanwalt ist verpflichtet, eine Vermögensschadenhaftpflichtversicherung mit einer Versicherungssumme von mindestens 250.000 EUR pro Versicherungsfall abzuschließen (§ 51 BRAO).

## Rechtsanwalt (Österreich)
Das Anwaltsverzeichnis des Manz-Verlags listet ab 2002, ebenso wie das Anwaltsverzeichnis auf der Website der Österreichischen Rechtsanwaltskammern (ÖRAK) den ADVM-Code jedes Rechtsanwalts. Die Abkürzung ADVM steht für Automationsunterstützte Datenverarbeitung im Mahnverfahren. Der Code weist für österreichische Rechtsanwälte ein "R" gefolgt von 6 Ziffern auf.  Die erste Ziffer kodiert das Bundesland des Firmensitzes (1 = Wien, 8 = Tirol, ...).